# Anastas Mikojan

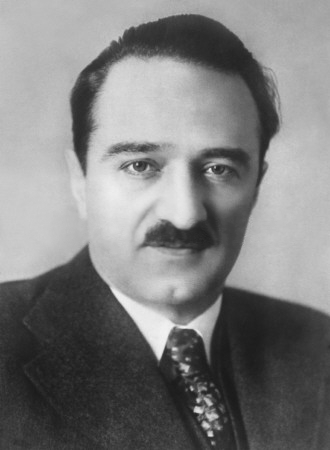
Anastas Mikojan

Anastas Iwanowitsch Mikojan (russisch Анастас Иванович Микоян; armenisch Անաստաս Հովհաննեսի Միկոյան/Anastas Howhannessi Mikojan; * 13. Novemberjul. / 25. November 1895greg. in Sanahin, Russisches Kaiserreich (heute Armenien); † 21. Oktober 1978 in Moskau) war ein sowjetischer Politiker armenischer Herkunft.
Mikojan hatte unter Stalin und Chruschtschow verschiedene Ministerposten inne und war auch in der Ära Breschnew 1964 bis 1965 als Vorsitzender des Präsidiums des Obersten Sowjets Staatsoberhaupt der Sowjetunion.
Sein Bruder war der Flugzeugkonstrukteur Artjom Mikojan. Der Pilot Stepan Mikojan und der Historiker Sergo Mikojan waren seine Söhne.

## Leben

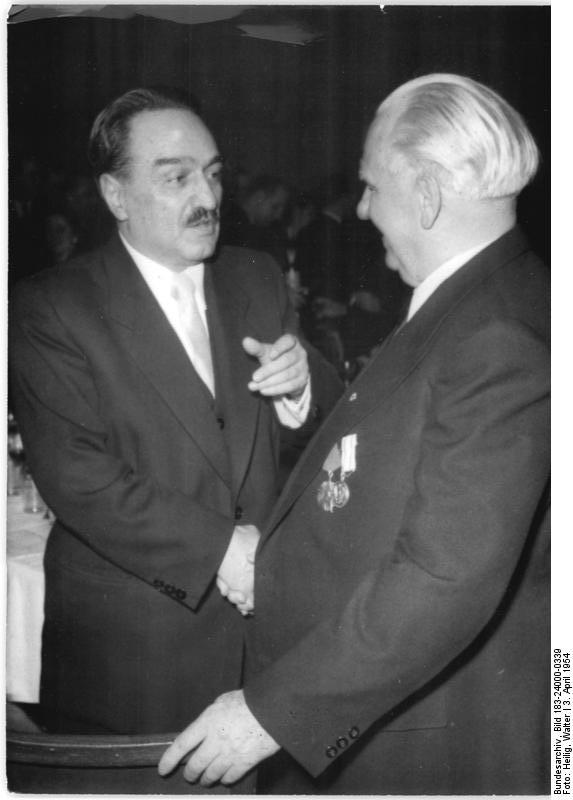
Mikojan zusammen mit Wilhelm Pieck auf dem IV. Parteitag der SED (1954)

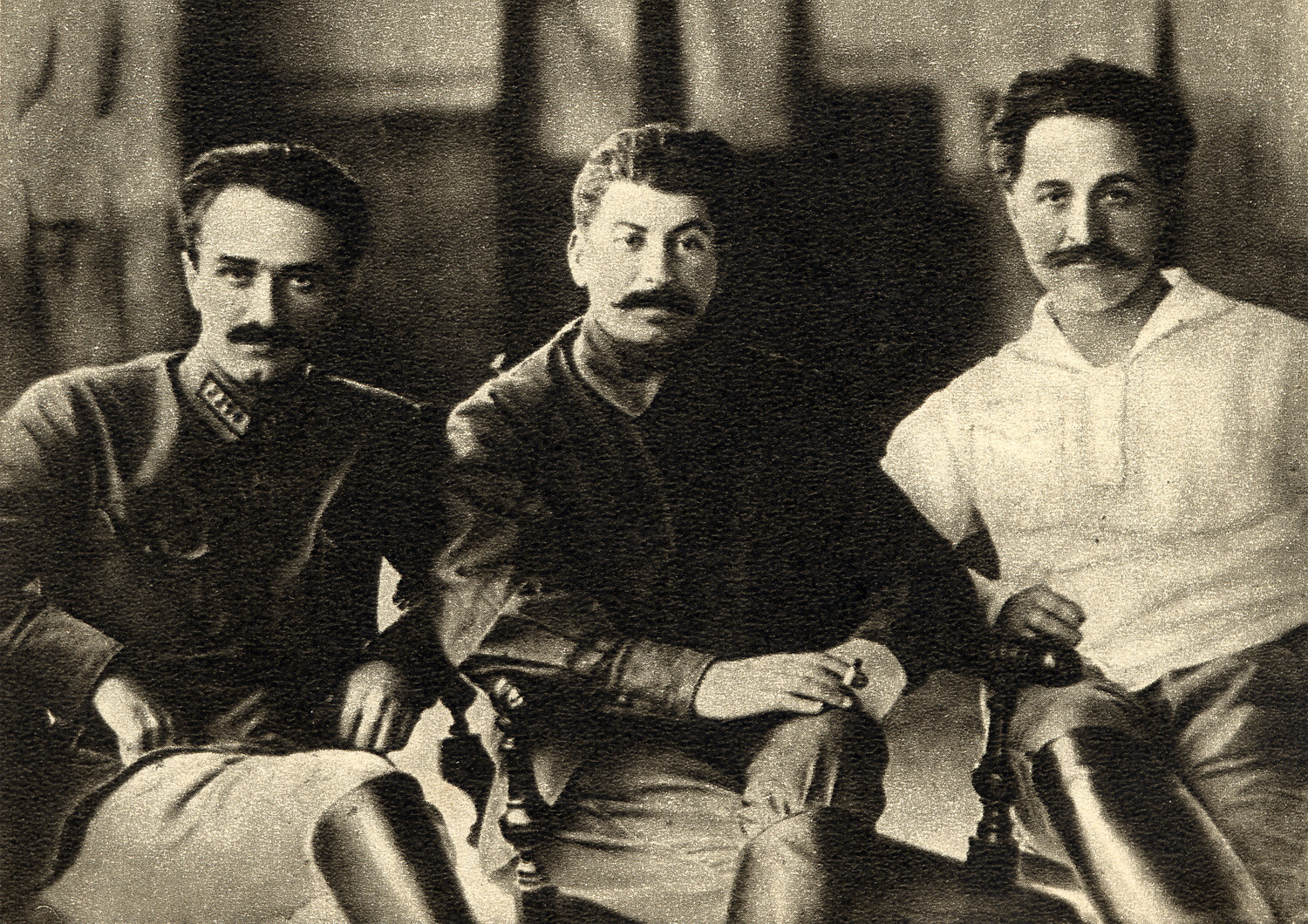
Mikojan mit Stalin und Grigori Ordschonikidse (1925)

Anastas Mikojan wurde als Sohn des Zimmermanns Owanes Nersesowitsch Mikojan und dessen Frau Talida Otarowna geboren. Er besuchte ein Priesterseminar zur Schulbildung, in dem er auch die ersten Prüfungen bestand, doch kehrte er dem Seminar den Rücken, trat 1915 in die SDAPR ein und schloss sich den Bolschewiki an. Nach der Februarrevolution 1917 hatte er die Funktion eines Organisators des Sowjets der Soldatendeputierten in Etschmiadsin inne, um anschließend Parteizellen in Baku und Tiflis aufzubauen. Im Oktober 1917 nahm er am Ersten Kongress der bolschewistischen Organisationen im Kaukasus teil. Er gehörte seitdem dem Präsidium des Bakuer Komitees der Bolschewiki an und redigierte die bolschewistische Zeitung Sozialdemokrat in armenischer Sprache, später die Iswestija des Bakuer Sowjets. Im März 1918 war er Politoffizier bei der Niederschlagung des Aufstands der bürgerlichen Mussawatisten und wurde dabei verwundet. Mikojan gehörte zu den Parteikadern, die in Baku die Verstaatlichung der Erdölindustrie und Banken durchsetzten.
Mitte 1918, während des Kampfes gegen deutsche und türkische Interventionstruppen und die Mussawatisten, war er Politkommissar einer Brigade der Roten Armee. Im August 1918, als britische Truppen Teile von Baku besetzten, blieb eine Gruppe Bolschewiki unter seiner Führung zur illegalen Arbeit zurück. Am 15. September 1918, als die Stadt von türkischen Truppen erobert wurde, gelang es Mikojan, 26 Bakuer Kommissare zu befreien und mit auf dem Dampfer Turkmen Kurs auf Astrachan zu nehmen. Doch der Dampfer fuhr ins britisch besetzte Krasnowodsk und die 26 Kommissare wurden erschossen. Mikojan entging mit knapper Not der Erschießung. Er kam ins Gefängnis von Krasnowodsk, danach in die Gefängnisse von Kysyl-Arwat und Aschchabad, wo er bis Februar 1919 blieb.
Im Februar 1920 gehörte Mikojan der Führung der KP von Aserbaidschan an. Nach eigenen Angaben soll sich Mikojan noch im Jahre 1919 für die Unabhängigkeit Aserbaidschans eingesetzt haben. Diese Haltung wiederum soll ihn mit armenischen Kommunisten in Baku, die Mikojan in der Folge als „muslimischen Kommunisten“ bezeichneten, in Konflikt gebracht haben. Als Mikojan Sekretär des Bakuer Parteikomitees war, warf ihm hingegen Nəriman Nərimanov, der Ratsvorsitzende der Volkskommissare der Aserbaidschanischen SSR vor, den muslimischen Teil der Arbeiterklasse diskriminiert und systematisch verdrängt zu haben.
Von 1926 bis 1946 wurde Mikojan nacheinander zum Volkskommissar für Binnen- und Außenhandel, für Versorgung, für die Nahrungsmittelindustrie und für Außenhandel der UdSSR ernannt. Er übernahm westliche Ideen wie etwa die Herstellung von Lebensmittelkonserven und führte unter anderem das Speiseeis Plombir ein. Von 1937 bis 1946 war er Stellvertretender Vorsitzender des Rates der Volkskommissare.
1923 wurde Mikojan Mitglied des Zentralkomitees (ZK) der KPR (B). Von 1935 bis 1966 gehörte er dem Politbüro der KPdSU an. In der Nachkriegszeit war er 1946 und 1953 stellvertretender Regierungschef, von 1955 bis 1964 Erster Vizepremier.
Mikojan unterstützte Stalin im Machtkampf nach Lenins Tod. Aktiv nahm er an den Repressionen des Großen Terrors der Jahre 1936 bis 1938 teil. Er setzte seinen Namen unter Todeslisten des NKWD. Gemeinsam mit Georgi Malenkow führte er Säuberungen in der Sowjetrepublik Armenien, seinem Heimatland, durch, bei denen Tausende seiner Landsleute getötet und Zehntausende deportiert wurden.
Er war während des Zweiten Weltkrieges für die Versorgung zuständig. 1942 wurde er Mitglied der Verteidigungskommission. Am 5. März 1940 stimmte er der Erschießung von 14.700 polnischen Kriegsgefangenen und 11.000 polnischen Häftlingen beim Massaker von Katyn zu.
Nach Stalins Tod blieb Mikojan unter Malenkow als Handelsminister Regierungsmitglied. Beim Machtkampf um Stalins Nachfolge unterstützte er Chruschtschow und wurde stellvertretender Ministerpräsident. Doch verlor er diesen Posten, weil Chruschtschow ihm vorwarf, in der Krise des Ungarnaufstandes von 1956 nicht richtig reagiert zu haben.
Auf dem 20. Parteitag 1956 war es Mikojan, der die erste öffentliche Rede gegen Stalin hielt und dessen Verbrechen benannte. Die darauffolgende, ausführlichere Geheimrede Über den Personenkult und seine Folgen, die womöglich von Mikojans Mitarbeitern vorbereitet worden war, wurde dann von Nikita Chruschtschow verlesen.
Während der Kubakrise führte Mikojan Verhandlungen mit Castro über 100 auf Kuba stationierte Sprengköpfe, deren Existenz erfolgreich vor Amerika geheim gehalten wurde.
Mikojan war ein Hauptakteur beim Sturz Chruschtschows und war in der Ära Breschnew von 1964 bis 1965 Vorsitzender des Präsidiums des Obersten Sowjets und damit Staatsoberhaupt der Sowjetunion.
Mikojan war ein Freund des Armeekommandeur I. Ranges Jeronimas Uborevičius, der dem Großen Terror zum Opfer fiel, und unterstützte dessen Tochter Wladimira Ieronimowna Uborewitsch.
Hans von Raumer schrieb im Juni 1930, nach einer Reise nach Moskau und einem zweistündigen Gespräch mit Mikojan, an Herbert von Dirksen, dass an der Spitze der Sowjetunion „Persönlichkeiten von fast unglaubhafter Energie und völliger Unverbrauchtheit“ stünden, Mikojan sei „aus dem Holz geschnitzt wie die Männer, die in früheren Jahrhunderten in Asien große Reiche gründeten“.
Seine letzte Ruhestätte befindet sich auf dem Moskauer Nowodewitschi-Friedhof.

## Ehrungen
In Deutschland erinnert eine Gedenktafel an der Einfriedung von Schloss Wackerbarth an das Treffen sowjetischer Militärs (Anastas I. Mikojan und Iwan S. Konew) mit deutschen Politikern (Hermann Matern, Kurt Fischer und Rudolf Friedrichs) am 8. Mai 1945. In der Antarktis sind die Skaly Anastasa Mikojana nach ihm benannt.
Bis 1944 trug die nordkaukasische Stadt Mikojan-Schachar seinen Namen.

## Filme
- Abrechnung mit Stalin 1956 – Aufbruch im Osten